# Радуга ТВ
Радуга ТВ  — торговая марка пакета телевизионных программ DTH, принадлежащая ООО «ДалГеоКом». Вещание осуществлялось с 6 транспондеров спутника ABS-2, практически на всей территории России (за исключением Камчатки). С 5 декабря 2014 года из-за отсутствия лицензии вещание прекращено, а с 22 декабря того же года начат процесс ликвидации ООО «ДалГеоКом». Абонентам было предложено на льготных условиях подключиться к спутниковому телевидению от оператора «МТС ТВ».
ООО «ДалГеоКом» является дочерним по отношению к ООО «Геотелекоммуникации» (осуществляет доставку контента для телевизионных кабельных сетей).
По состоянию на март 2010 года Modern Times Group, владеющий брендом Viasat, также имеет 50 % акций спутниковой платформы «Радуга ТВ».
В конце декабря 2013 года Арбитражный суд Москвы признал законным отказ Федеральной службы по надзору в сфере связи, информационных технологий и массовых коммуникаций (Роскомнадзор) принять заявление ОАО «ДалГеоКом» (бренд «Радуга ТВ») на получение права осуществления спутникового вещания. В августе того же года Роскомнадзор не принял заявление данной организации. В связи с этим, в начале 2014 года Роскомнадзор обратился к телеканалам, осуществляющих вещание в пакете «Радуга ТВ», с требованием прекратить его дальнейшее сотрудничество из-за отсутствия лицензии.
6 февраля 2014 года ООО «ДалГеоКом» получены лицензии на осуществление вещания новых телеканалов под названиями «Радуга 24» и «Отборное ТВ».

## Параметры вещания
| Спутник        | Частота | Кодировка       | Поток     |
| -------------- | ------- | --------------- | --------- |
| ABS 2 @ 75,0°E | 11545 V | DVB-S, Irdeto 2 | 43200 7/8 |
| ABS 2 @ 75,0°E | 11605 V | DVB-S, Irdeto 2 | 43200 7/8 |
| ABS 2 @ 75,0°E | 12521 V | DVB-S, Irdeto 2 | 22000 7/8 |
| ABS 2 @ 75,0°E | 12595 V | DVB-S, Irdeto 2 | 43200 7/8 |
| ABS 2 @ 75,0°E | 12655 V | DVB-S, Irdeto 2 | 43200 7/8 |
| ABS 2 @ 75,0°E | 12715 V | DVB-S, Irdeto 2 | 43200 7/8 |

Параметры вещания (по состоянию на 7 мая 2015 года).

## Приёмное оборудование
- Необходимый для просмотра каналов комплект оборудования включает в себя спутниковую антенну (тарелку) диаметром от 90 см, конвертер, кабель, ресивер, работающий с кодировкой Irdeto 2 и карту абонентского доступа.
- При наличии карты доступа, для просмотра программ пригоден ресивер, работающий с кодировкой Irdeto 2 (или ресивер с CAM-модулем, поддерживающим такую кодировку). В продажу поступают также и карты доступа в отдельности.

## Радуга+ (Казахстан)
16 декабря 2011 года, в День независимости Республики Казахстан, запущена казахстанская региональная версия данной спутниковой платформы под брендом «Радуга+». В списке — более 60 международных и российских телеканалов, а также национальные каналы Республики Казахстан. На сегодняшний день работа платформы «Радуга+» приостановлена, о возобновлении работы техническая поддержка «Радуга» ничего не сообщает.